# Idioma protoindoeuropeo noroccidental
El idioma protoindoeuropeo noroccidental es la protolengua conjeturada, descendiente del protoindoeuropeo tardío, que habría dado lugar a las lenguas célticas, itálicas y germánicas. No existe un consenso completo sobre su existencia o si un supuesto grupo de lenguas indoeuropeas noroccidentales es un clado filogenéticamente justificado, aunque diversos autores creen que la mayor cercanía léxica del germánico, céltico e itálico junto con algunas características comunes sí lo justifican. Además, existen evidencias extralingüísticas adicionales, de tipo arqueológico y genético, que son compatibles con la existencia de un protoindoeuropeo noroccidental.
En cuanto a la evidencia lingüística, los estudios de la hidronimia europea antigua, reflejados en el llamado patrón del antiguo europeo (Krahe 1964, 1949; Nicolaisen 1957), revelan un sistema casi uniforme de denominación de los cursos de agua que muestra palabras y sufijos de agua indoeuropeos que se asemejan al protoindoeuropeo tardío 

## Urheimat
La zona de difusión o urheimat del protoindoeuropeo noroccidental se encontraría en Europa central. Se ha propuesto que los pobladores asociados a la parte oriental ocupada por la cultura del vaso campaniforme, especialmente en el período 2400-1800 a. C., habrían podido estar asociados a un posible protoindoeuropeo noroccidental. Esta cultura habría evolucionado posteriormente a la cultura de cultura de Únětice (2300 - 1600 a. C.), cuya cronología parece encajar bien con un período previo a la separación del proto-italocéltico y el proto-germánico. En la zona norte, la cultura de Únětice habría dado lugar a la Edad de Bronce nórdica (1750 - 500 a. C.) y la cultura de Jastorf (600 - 1 a. C.), esta última comúnmente asociada con pueblos claramente germánicos. Algo más al oeste, la cultura de Únětice dio lugar posteriormente a las culturas de los túmulos (1600 - 1200 a. C.), los campos de urnas (1250 - 750 a. C.) y las Terramaras (1500 - 1100 a. C.) que podrían haber estado asociadas al proto-italocéltico. 
Posteriormente, las culturas de Hallstatt C y D (750 - 450 a. C.), se identifican usualmente con pueblos proto-célticos, al igual que la cultura de La Tène que es un desarrollo posterior. Los pueblos itálicos podrían estar asociados varias culturas arqueológicas relacionadas con los campos de urnas que se difundieron a partir del norte de Italia. Así los protoitálicos han sido asociados con la fase final de los campos de urnas en Italia, conocida como cultura protovillanova (1200-900 a. C.), si bien la cultura de Villanova propiamente dicha parece un antecesor directo de la cultura etrusca, bien podría haber englobado a hablantes de lenguas itálicas.

## Descripción lingüística
Si se toma la lista de Swadesh como referencia, el porcentaje de cognados entre el protoitálico y el protocéltico supera el 40 %, lo mismo que entre el protoitálico y el protogermánico (el porcentaje de cogandos entre protocéltico y protogermánico en esa lista está ligeramente por debajo del 40%). Por otra parte, considerando listas más amplias de vocabulario, se ha confirmado que a nivel léxico las lenguas germánicas comparten mayor cantidad de vocabulario con la familia itálica que con las lenguas célticas. Los rasgos morfológicos entre el itálico y el céltico han sido ampliamente discutidos, por lo que general se ha supuesto que existe una conexión más estrecha entre estos dos grupos. En un estudio de 2002 de Ringe, Warnow, & Taylor, se mostró evidencia en favor de la hipótesis «italo-céltica». El académico neerlandés Frederik H. H. Kortlandt está trabajando con la relación italo-celta y en 2007 intentó la reconstrucción lingüística de un idioma proto-italo-celta.

### Fonología
El inventario consonántico del proto-indoeuropeo noroccidental es similar al del proto-céltico, proto-itálico y proto-germánico y consistiría en las siguientes unidades:
|           | Bilabial | Dental | Alveolar | Palatal | Velar | Labiovelar |
| --------- | -------- | ------ | -------- | ------- | ----- | ---------- |
| Oclusiva  | *p *b    | *t *d  |          |         | *k *ɡ | *kʷ *ɡʷ    |
| Fricativa | *β       | *ð     | *s       |         | *ɣ    | *ɣʷ        |
| Nasal     | *m       | *n     |          |         | (*ŋ)  |            |
| Sonorante |          | *r     | *l       | *j      |       | *w         |
La evolución fonética habría sido la siguiente:
- Las aspiradas sonoras del indoeuropeo /*bʰ, *dʰ, *gʰ, *gʷʰ/ habrían dado lugar a fricativas sonoras /*β, *ð, *ɣ, *ɣʷ/. Las tres primeras se habrían mantenido como tal en germánico (por más que se transcriban como /*b, *d, *g/, existen evidencia de que en germánico estos sonidos eran fricativas sonoras). En itálico, /*β, *ð, *ɣ/ se habrían mantenido inalteradas en posición medial pero en otras posiciones se habrían ensordecido dando lugar a los alófonos [*ɸ, *θ, *x,]. En cuanto a /*ɣʷ/ el latín dio lugar de nuevo a en posición medial /gʷ/ gu- o a /w-/ en posición inicial, también en protocéltico /*ɣʷ/ dio lugar /*gʷ/, mientras que
- Las oclusivas /*p, *b, *t, *d, *k, *g, *kʷ, *gʷ/ se habrían mantenido inalteradas. Posteriormente el céltico habría experimentado el cambio /*p/ > /*ɸ/ > {\displaystyle \varnothing } y /*gʷ/ > /*b/. En germánico se habría producido la primera mutación consonántica que ensordeció las oclusivas sonoras y fricativizó a las oclusivas sordas. En protoindoeuropeo nororiental las consonantes reconstruidas como /*ḱ, *ǵ/ se habrían confundido con el resultado de /*k, *g/.

El inventario vocálico consta de cinco vocales breves /*a, *e, *i, *o, *u/ y cinco largas /*ā, *ē, *ī, *ō, *ū/; que en gran medida se mantienen inalteradas desde el protoindoeuropeo tardío.

### Morfología
La flexión nominal cambia ligeramente según la vocal temática y si se trata de la flexión atemática. Esto se observa aún en germánico, itálico y céltico, por lo que se puede suponer se remonta a su antecesor. La flexión temática constaría de los siguientes casos:
| Número | Caso   | Temas en /o/ | Temas en /o/ | Temas en /o/                  | Temas en /o/ | Temas en /a/ | Temas en /a/ | Temas en /a/ | Temas en /a/ | Temas cons. | Temas cons. | Temas cons. | Temas cons. |
| Número | Caso   | p-Ital       | p-Celt       | p-Germ                        | pIE NW       | p-Ital       | p-Celt       | p-Germ       | pIE NW       | p-Ital      | p-Celt      | p-Germ      | pIE NW      |
| ------ | ------ | ------------ | ------------ | ----------------------------- | ------------ | ------------ | ------------ | ------------ | ------------ | ----------- | ----------- | ----------- | ----------- |
| Sing.  | Nom.   | *-os         | *-os         | *-az                          | *-os         | *-ā          | *-ā          | *-ō          | *-ā          | *-s         | *-s         | *-s         | *-s         |
| Sing.  | Voc.   | *-e          | *-e          | -{\displaystyle \varnothing } | *-e          | *-ā          | *-ā          | *-ō          | *-ā          | *-s         | *-s         | *-s         | *-s         |
| Sing.  | Acus.  | *-om         | *-om         | *-ą                           | *-om         | *-ām         | *-ām         | *-ǭ          | *-ām         | *-əm        | *-əm        | *ų          | *-əm        |
| Sing.  | Gen.   | *-ī, *-osio  | *-ī          | *-as,*-is                     |              | *-ās         | *-ās         | *-ōz         | *-ās         | *-is        | *-os        | *-iz        | *-is, *-os  |
| Sing.  | Dat.   | *-ōi         | *-ūi         | *-ai                          | *-oi         | *-āi         | *-āi         | *-ōi         | *-āi         | *-ei        | *-ei        | -i          | *-ei        |
| Sing.  | Loc.   | *-ei         | *-ei         | *-ai                          | *-ei         | *-āi         | *-āi         | *-ōi         | *-āi         | -i          | -i          | *-i         | *-i         |
| Sing.  | Abl.   | *-ōd         | *-ū          | *-ai                          | *-ō(d)       | *-ād         | *-ī          | *-ōi         | *-ā(d)       | -i          | *-ī         | *-i         | *-ī         |
| Sing.  | Instr. | *-ōd         | *-ū          | *-ō                           | *-ō(d)       | *-ād         | *-ī          | *-ō          | *-ā(d)       | -i          | *-e         | *-ē         | *-e         |
| Pl.    | Nom.   | *-oi, *-ōs   | *-oi         | *-ōz                          | *-oi, *-ōs   | *-ās         | *-ās         | *-ōz         | *-ās         | *-es        | *-es        | *-iz        | *-es        |
| Pl.    | Voc.   | *-oi, *-ōs   | *-ūs         | *-ōz                          | *-oi, *-ōs   | *-ās         | *-ās         | *-ōz         | *-ās         | *-es        | *-es        | *-iz        | *-es        |
| Pl.    | Acus.  | *-ons        | *-ūs         | *-anz                         | *-oms        | *-ans        | *-ās         | *-ōz         | *-ams        | *-əns       | *-ās        | *-uns       | *-əms       |
| Pl.    | Gen.   | *-om         | *-om         | *-ǫ̂                           | *-om         | *-āzom       | *-om         | *-ǫ̂          | *-om         | *-om        | *-om        | *-ǫ̂         | *-om        |
| Pl.    | Dat.   | *-ois        | *-obos       | *-maz                         | *-oβos       | *-ais        | *-ābos       | *-ōmaz       | *-aβos       | *-βos       | *-obos      | *-umaz      | *-mos       |
| Pl.    | Loc.   | *-ois        | *-obis       | *-maz                         | *-oβis       | *-ais        | *-ābis       | *-ōmaz       | *-aβis       | *-βos       | *-obis      | *-umaz      | *-mis       |
| Pl.    | Abl.   | *-ois        | *-obis       | *-maz                         | *-oβis       | *-ais        | *-ābis       | *-ōmiz       | *-aβis       | *-βos       | *-obis      |             | *-mis       |
| Pl.    | Instr. | *-ois        | *-ūs         | *-miz                         | *-oβis       | *-ais        | *-ābis       | *-ōmiz       | *-aβis       | *-βos       | *-obis      |             | *-mis       |

La flexión verbal distingue entre una voz activa (con terminaciones comunes a las tres ramas) y otra voz medio-pasiva (aquí solo el itálico y el céltico coinciden en las terminaciones). Además, en germánico se pueden reconstruir formas para el número dual, mientras que en itálico sólo se encuentran sólo los números singular y plural. Las terminaciones temáticas primarias, secundarias y estativas para las tres ramas serían:
| Número | Persona | Primaria | Primaria | Primaria | Primaria  | Secundaria | Secundaria | Secundaria                         | Secundaria | Estativa | Estativa | Estativa                       | Estativa |
| Número | Persona | p-Ital   | p-Celt   | p-Germ   | pIE NW    | p-Ital     | p-Celt     | p-Germ                             | pIE NW     | p-Ital   | p-Celt   | p-Germ                         | pIE NW   |
| ------ | ------- | -------- | -------- | -------- | --------- | ---------- | ---------- | ---------------------------------- | ---------- | -------- | -------- | ------------------------------ | -------- |
| Sing.  | 1ª      | *-ō      | *-ū      | *-ō,*-mi | *-ō, *-mi | *-m        | *-am       | *-ų                                | *-m        | *-ai     | *-a      | *-{\displaystyle \varnothing } | *-a(i)   |
| Sing.  | 2ª      | *-s      | *-si     | *-si     | *-si      | *-s        | *-s        | *-z                                | *-s        | *-tai    | *-as     | *-{\displaystyle \varnothing } | *-ta     |
| Sing.  | 3ª      | *-t      | *-ti     | *-þi     | *-ti      | *-t        | *-t        | *-{\displaystyle \varnothing },*-þ | *-t        | *-ei     | *-e      | *-{\displaystyle \varnothing } | *-ei     |
| Pl.    | 1ª      | *-mos    | *-mosi   | *-maz    | *-mos     | *-mos      | *-mo(s)    | *-maz                              | *-mos      |          | *-mo     | *um                            | *-mo(s)  |
| Pl.    | 2ª      | -tes     | *-tesi   | *-iþ     | *-tes     | -tes       | *-te(s)    | *-uð                               | *-tes      | -e       | *-te     | *-uþ                           | *-te     |
| Pl.    | 3ª      | *-nt     | *-nti    | *-nþi    | *-nti     | *-nt       | *-ant      | *-un(ð)                            | *-nt       | *-ēri    | *-ar     | *-un                           | *-Vr     |

Las terminaciones primarias se emplean con el presente, mientras que las secundarias con el imperfecto y las estativas son típicamente usadas en pretérito perfecto.

### Comparación léxica
Los numerales reconstruidos para las tres ramas descendientes del proto-indoeuropeo noroccidental (pIE NW) y la forma original reconstruida:
|    | PROTO- GERMÁNICO | PROTO- ITÁLICO | PROTO- CELTA | proto-IE noroccidental |
| -- | ---------------- | -------------- | ------------ | ---------------------- |
| 1  | *ainaz           | *oinos         | *oinos       | *oinos                 |
| 2  | *twai            | *duō           | *dwei        | *dwō(-i)               |
| 3  | *θreiz           | *treies        | *treis       | *treis                 |
| 4  | *fiθwor          | *kʷetwōr       | *kʷetwar-    | *kʷetwor               |
| 5  | *fimf-           | *kʷenkʷe       | *kʷenkʷe     | *kʷenkʷe~ *penkʷe      |
| 6  | *seks            | *seks          | *sweχ        | *sweks                 |
| 7  | *sibun           | *septem        | *seχtam      | *septəm                |
| 8  | *ahtō            | *oktō          | *oχtū        | *oktō                  |
| 9  | *niwun           | *nowem         | *nowan       | *newən                 |
| 10 | *tehun           | *dekem         | *dekam       | *dekəm                 |
Otros términos reconstruibles del vocabulario común, que aparecen en la lista de Swadesh, son los siguientes:
| GLOSA          | PROTO- ITÁLICO | PROTO- CELTA | PROTO- GERMÁNICO | proto-IE noroccidental |
| -------------- | -------------- | ------------ | ---------------- | ---------------------- |
| 'mujer'        | (*fēmanā)      | *benā        | *kʷenǭ           | *gʷenā                 |
| 'hombre'       | *wiros         | *wiros       | *weraz (*manwaz) | *wiros                 |
| 'persona'      | *hemō          | *gdonyos     | *γuman-          | *ɣəmmǭ                 |
| 'pez'          | *piskis        | *ɸēskos      | *fiskaz          | *peiskos               |
| 'perro'        | *kō            | *kū          | *hundaz          | *kōn-                  |
| 'piojo'        | (*pezdis)      | *luwā        | *lūs             | *lūs                   |
| 'raíz'         | *wrādīks       | *wridā       | *wrōts           | *wrāds                 |
| 'piel'         | *pelnis        | (*kroknom)   | *fellą           | *peln-                 |
| 'sangre'       | *kruwor        | *krowos      | (*blōþą)         | *krowor                |
| 'hueso'        | *os            | *astkornu    | (*bainą)         | *ost-                  |
| 'huevo'        | *ōwom          | *āuyom       | *ajją            | *ōwyóm                 |
| 'cuerno'       | *kornū         | *kornu-      | *hurną           | *kr-no-                |
| 'pluma'        | (*plow(k)smā)  | *ɸet-        | *feþrō           | *petr-                 |
| 'oreja'        | *auzis         | *ausos       | *ausô            | *ausos                 |
| 'ojo'          | *okʷelos       | (*lukato-)   | *augô            | *okʷ-                  |
| 'nariz'        | *nās(os)       | *srognā      | *nasō            | *nās-                  |
| 'lengua'       | *denɣwā        | *tangʷāss    | *tungǭ           | *dənɣwās               |
| 'diente'       | *dents         | *dantom      | *tanþs           | *donts                 |
| 'pie'          | *peds          | (*tregess)   | *fōts            | *pōds                  |
| 'rodilla'      | *genū          | *glūnos      | *knewą           | *gnew-                 |
| 'senos'        | (*pektos)      | *brusū       | *breustą         | *breus-                |
| 'corazón'      | *kord          | *kridyom     | *hertô           | *krd-yo-               |
| 'sol'          | *swōl          | *sāwol       | *sōwulō          | *sāwol                 |
| 'estrella'     | *stērolā       | *sterā       | *sternǭ          | *sterā                 |
| 'arena'        | *sabolom       |              | *samdaz          | *samðos                |
| 'camino'       | *wijā          |              | *wegaz           | *weɣ-                  |
| 'grande'       | *magnos        | *māros       | *mikilaz         | *meg-                  |
| 'largo'        | *dlongos       | (*sīros)     | *langaz          | *dlonɣos               |
| 'rojo'         | *ruðros        | *roudos      | *raudaz          | *rouðós                |
| 'verde'        | (*weyziðis)    | *glastos     | *grōniz          | *ɣrā-                  |
| 'amarillo'     | *heliwos       | (*bodyos)    | *gelwaz          | *ɣel(i)wos             |
| 'frío'         | *gel-          | (*ougros)    | *kaldaz          | *gol-                  |
| 'lleno'        | *plēnos        | *ɸlānos      | *fullaz          | *pl(ē)nos              |
| 'nuevo'        | *nowos         | *nouyos      | *niwjaz          | *newyos                |
| 'comer'        | *ed-           | *es-         | *et-             | *ed-                   |
| 'beber'        | *pib-          | *ɸibe-       | (*drink-)        | *pibe-                 |
| 'ver'          | *wid-          | *wele-       | (*sehw-)         | *weid-                 |
| 'saber'        | *gnō-sk-       | (*winde-)    | *kunn-           | *gn-(sk)-              |
| 'dormir'       | *swep-         | (*kuxske-)   | *slēp-           | *swep-                 |
| 'nadar'        | *snā-          | *snā-        | (*swimm-)        | *snā-                  |
| 'acostarse'    | (*yak-)        | lege-        | *ligj-           | *leɣye-                |
| 'venir'        | *gʷen-         |              | *kʷem-           | *gʷem-                 |
| 'sentarse'     | *sed-          | *sed-        | *sitj-           | *sed-                  |
| 'estar en pie' | *stā-          | *sista-      | *stand-          | *sta-                  |
| 'noche'        | *nokts         | *noxs        | *nahts           | *nokts                 |
| 'nombre'       | *nomən         | *anman       | *namô            | *nomən                 |
Cuando alguno de los términos dentro de una fila no es cognado, se señala entre paréntesis. Algunos términos adicionales que no aparecen en la lista de Swadesh corta son:
| GLOSA           | PROTO- ITÁLICO | PROTO- CELTA        | PROTO- GERMÁNICO       | proto-IE noroccidental |
| --------------- | -------------- | ------------------- | ---------------------- | ---------------------- |
| 'cabra'         | *kapra         | *gabros             | *hafraz                | *kapros                |
| 'cantar'        | *kan-          | *kaneti             | *hanjō 'ave que canta' | *kan-                  |
| 'ciervo'        | *kerwos        | *karwos             |                        | *kerwos                |
| 'toro'          | *tawros        | *tarwos             | *þeuraz                | *tawros                |
| 'buey, vaca'    | *gʷōs          | *bāus               | *kōz                   | *gʷōs                  |
| 'cerdo'         | *sūs           | *sukkus             | *sūz                   | *sūs                   |
| 'caballo'       | *ekwos         | *ekʷos              | *ehwaz                 | *ekwos                 |
| 'lobo'          | *lukʷos        | *ulkos(?) 'malvado' | *wulfaz                | *wlkʷos                |
| 'harina, grano' | *far           | *baras              | *baraz                 | *βar-                  |
| 'rey'           | *rēks          | *riks               | *rekaz                 | *rēgs                  |
| 'convecino'     | *keiwis        | *kē-de-             | *hīwô                  | *keiwos                |
| 'cuerpo'        | *korpos        | *korpos             | *hrefaz                | *kərpos                |
| 'mano'          | *manos         | *menos              | *mundō(?)              | *mən-                  |
| 'articulación'  | *koksā         | *koksā              | *hahsjō                | *koks(y)ā              |
| 'hoja, flor'    | *flozā         | *blatos             | *bladą                 | *βlo-                  |
| 'plata'         | *argentom      | *argantom           | *ark-rą                | *arg-əntom             |
| 'sal'           | *sāls          | *sāleinos           | *saltą                 | *sāl-                  |
| 'rueda'         | *rotā          | *rotos              | *raþą                  | *rotom                 |
| 'tierra seca'   | *terzā         | *tīros              | *þersaną               | *terso-                |
| 'mar'           | *mari          | *mori               | *mari                  | *mori                  |
| 'día'           | *djous         | *diyos              | *dagaz                 | *ðeɣʷʰos               |
| 'entre'         | *enter         | *enter              | *under                 | *enter                 |
| 'haber'         | *ɣabe-o        | *gabye-ti           | *habj-aną              | *ɣaβy-                 |

## Evidencias genéticas e históricas

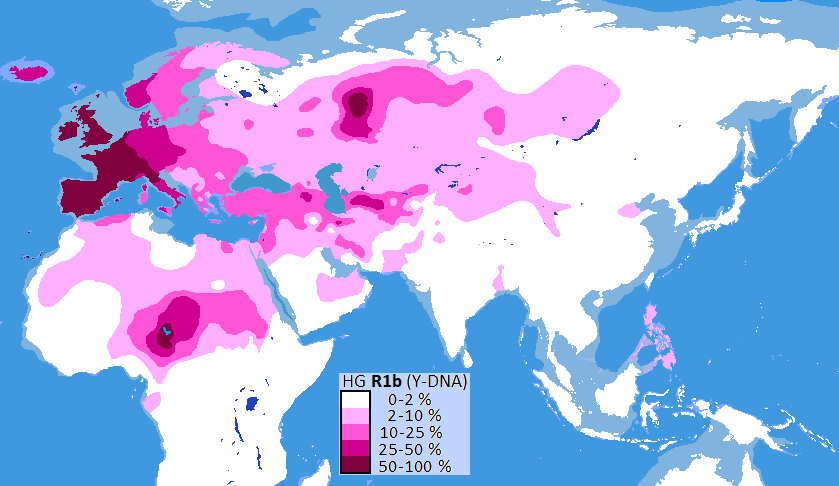
Distribución del haplogrupo R1b del cromosoma Y, en Europa Occidental la alta frecuencia aparece claramente asociada a migraciones durante el calcolítico, en Asia central algunas de las distribuciones más altas parecen asociadas las migraciones indoeuropeas que dieron lugar a la Cultura de Afanásievo (proto-tocarios) y en África Occidental la alta incidencia está asociada con un subhaplogrupo diferente del presente en Eurasia, por tanto, no asociado a pueblos indoeuropeos.

Las evidencias arqueogenéticas muestran que hacia el 2500 a. C. empezaron a aparecer en toda Europa Occidental individuos masculinos con haplogrupo del cromosoma Y de tipo Haplogrupo R1b del cromosoma Y. Estos individuos parecen ligados al linaje arqueogenético de los Pastores de la estepa occidental procedentes de la estepa póntica. Antes del siglo XVI a. C. eran muy raros los individuos de ascendencia esteparia, pero parece que durante el calcolítico aparecieron muchos de esos individuos en Europa Occidental provistos tanto de armas de bronce e igualmente se piensa que pudieron llegar en carros tirados por caballos. La sustitución del linaje arqueogenético local de los primeros agricultores europeos fue tan intenso que en la actualidad el haplogrupo R1b traído por estas gentes procedentes de la estepa póntica, llega a alcanzar el 90 % de los habitantes de las áreas más próximas al océano Atlántico. Por tanto, la huella genética de estos individuos es notoria incluso hoy en día. Como es sabido que las lenguas indoeuropeas desplazaron a la inmensa mayoría de lenguas neolíticas preindoeuropeas parece totalmente razonable asociar este reemplazo genético como el efecto de migraciones de hombres procedentes de la estepa, en particular de culturas asociadas a la cultura yamna, que se considera fue el centro desde donde se difundieron las lenguas indoeuropeas. El haplogrupo R1b parece esencialmente asociado a las lenguas indoeuropeas más occidentales, ya que actualmente en Europa del Este, Anatolia, Asia Central, Cercano Oriente, Sur de Asia y en África, como en los árabes argelinos donde alcanza el 10 %.
Entre los antiguos hablantes de lenguas itálicas, célticas y germánicas el R1b también era muy común, aunque en la actual Alemania también existe abundancia del haplogrupo R1a, que pudo estar más generalizado en la cultura de la cerámica cordada (y actualmente es también frecuente entre pueblos balto-eslavos). En concreto las los pueblos itálicos, célticos y germánicos, tienen mayor peso del haplogrupo R1b que otros pueblos indoeuropeos orientales. Esto unido al mayor porcentaje de cognados compartidos por las lenguas indoeuropeas occidentales, parece compatible con la existencia de un proto-indoeuropeo noroccidental del cual derivarían, de una misma lengua indoeuropea diferente del antecesor inmediato de las ramas helénico-armenia, indoirania o baltoeslava. De hecho, la presencia de una toponimia similar reflejada en los hidrónimos del antiguo europeo, sugiere que hubo cierta homogeneidad lingüística en Europa Occidental durante el principio de II milenio a. C.. En concreto, los hidrónimos podrían deberse bien directamente proto-indoueropeo noroccidental, bien a un antiguo europeo, descendiente directo del mismo.
Por tanto, parece que tanto arqueológicamente, como genéticamente existe cierta base para suponer que muchas de las culturas de la Edad de Bronce tenían un origen estepario y, por tanto, sus lenguas serían de la familia indoeuropea.